# Pirmin Lang
Pirmin Lang (Pfaffnau, 25 november 1984) is een Zwitsers voormalig wielrenner en veldrijder.
Afgezien van een tweede plaats op het Zwitsers kampioenschap veldrijden in 2011 behaalde hij als veldrijder geen noemenswaardige resultaten.
In 2010 won hij het Kampioenschap van Zürich, dat voorheen een profwedstrijd was.
Op 21 februari 2020 bekende Lang dat hij jarenlang doping gebruikte en onderdeel is van de Operatie Aderlass.

## Veldrijden

### Palmares
| Seizoen   | Wereldbeker | EKZ CrossTour | WK       | EK       | ZK       | Overige  | Totaal aantal zeges |
| Junioren  | Junioren    | Junioren      | Junioren | Junioren | Junioren | Junioren | Junioren            |
| --------- | ----------- | ------------- | -------- | -------- | -------- | -------- | ------------------- |
| 2000-2001 |             |               | 46e      |          |          |          | 0                   |
| 2001-2002 |             |               | 10e      |          | Zilver   |          | 0                   |
| Beloften  |             |               |          |          |          |          |                     |
| 2002-2003 |             |               | 38e      |          |          |          | 0                   |
| 2003-2004 |             |               | 30e      | 16e      | Zilver   |          | 0                   |
| 2004-2005 |             |               | 22e      |          |          |          | 0                   |
| 2005-2006 |             |               | 13e      | 13e      | Zilver   |          | 0                   |
| Elite     |             |               |          |          |          |          |                     |
| 2006-2007 |             |               |          |          | 7e       |          | 0                   |
| 2007-2008 |             |               | 29e      |          | 7e       | Sion     | 1                   |
| 2008-2009 |             |               |          |          |          |          | 0                   |
| 2009-2010 |             |               |          |          | 7e       |          | 0                   |
| 2010-2011 |             |               |          |          | Zilver   |          | 0                   |
| 2011-2012 |             |               |          |          | 7e       |          | 0                   |

## Wegwielrennen

### Overwinningen
2011
Ronde van Bern
Antwerpse Havenpijl
2012
2e etappe An Post Rás
1e etappe Boucles de la Mayenne

### Resultaten in voornaamste wedstrijden
| Jaar | Ronde van Italië | Ronde van Frankrijk | Ronde van Spanje |
| ---- | ---------------- | ------------------- | ---------------- |
| 2013 |                  |                     |                  |
| 2014 |                  |                     | 146e             |
| 2015 |                  |                     |                  |
| 2016 |                  |                     |                  |

| Jaar | Amstel Gold Race | Luik-Bast.‑Luik | Waalse Pijl | Parijs-Tours |  | WK op de weg |
| ---- | ---------------- | --------------- | ----------- | ------------ |  | ------------ |
| 2013 | opgave           | 130e            | opgave      |              |  |              |
| 2014 | 109e             | 130e            | opgave      |              |  |              |
| 2015 |                  | opgave          | opgave      |              |  |              |
| 2016 |                  |                 |             | 168e         |  | opgave       |

## Ploegen
- 2009 –  Atlas-Romer's Hausbäckerei
- 2011 –  Atlas Personal
- 2012 –  Atlas Personal-Jakroo
- 2013 –  IAM Cycling
- 2014 –  IAM Cycling
- 2015 –  IAM Cycling
- 2016 –  IAM Cycling
- 2017 –  Roth-Akros